# Fallet med de övergivna barnen i Sugamo
Fallet med de övergivna barnen i Sugamo var en incident i Japan under 1980-talet. Händelsen var brett bevakad i japansk och internationell media, och 2004 filmatiserades fallet som filmen Nobody Knows (dare mo shiranai).
Incidenten bestod av att en mor övergav sina fem minderåriga barn 1987. Detta skedde i området Sugamo, i Tokishima, Tokyo. Barnens namn delgavs aldrig i media, utan refererades till som barn A, B, C, D och E.

## Bakgrund
Barn A var en pojke född 1973, barn B föddes 1981, barn C dog kort efter sin födsel 1984, barn D föddes 1985 och barn E föddes 1986. Alla barnen hade olika fäder, och förutom barn A var troligen alla barnen oregistrerade. Inget av barnen gick i skola.
När modern fick en ny pojkvän 1987 lämnade hon sina barn med 50 000 yen (vilket då motsvarade omkring 2 460 SEK, vilket motsvarar 4 727 kr i år 2017s penningvärde) och bad barn A att ta hand om de andra barnen.

## Upptäckt
I april 1988 slog två vänner till barn A ihjäl barn E. Den 17 juli samma år kom myndighetspersoner till lägenheten efter att hyresvärden anmält dem till följd av obetald hyra. De upptäckte barn A (14 år), barn B (7 år) och barn D (3 år) som alla var mycket undernärda. Kroppen till barn C hittades också, men inte barn E. Den information som barnen uppgav var vag, men undernäringen tycktes delvis kunna förklaras av att de i stort sett enbart levt på mat från närbutiker.
Till följd av nyhetsrapporteringen anmälde modern sig själv till polisen den 23 juli. Hon sa att barnen varit ensamma i nio månader och att det var okänt var barn E var. Den 25 juli uppgav barn A att barn E blivit ihjälslagen av hans två vänner, och att hennes kropp hade begravts av barn A och en av dessa vänner. De två vännerna skickades till en reformeringsskola för mordet.
I augusti 1988 fälldes modern i rätten, och fick ett fängelsestraff på 3 år och en villkorlig dom på 4 år. Barn A ansågs skyldig till deltagande av att överge kroppen till barn E, men med tanke på omständigheterna blev han placerad i en vårdfacilitet. När modern kom ut från fängelset fick hon tillbaka vårdnaden över de två döttrarna.